# Giới từ tiếng Tây Ban Nha
Giới từ của tiếng Tây Ban Nha—như giới từ trong các ngôn ngữ khác—là bộ các từ nối (như là con, de hoặc para) có mục dích chỉ mối quan hệ giữa một từ nội dung (danh từ, động từ, hoặc tính từ) và một cụm danh từ (hoặc danh từ, đại từ sau đó. Mối quan hệ này thường là không gian hoặc thời gian, những nó cũng thể hiện các mối quan hệ khác. Giới từ tiếng Tây Ban Nha chỉ đứng trước đối tượng của nó.
Giới từ tiếng Tây Ban Nha có thể được phân loại thành "đơn", chỉ bao gồm một từ, hoặc "phức", bao gồm hai hoặc ba từ.
Một số giới từ phổ biến tiếng Tây Ban Nha được liệt kê dưới đây cùng nghĩa của chúng.

## Một số giới từ đơn tiếng Tây Ban Nha thường dùng

### a
A thường được dịch là "đến" hoặc "ở"; cách sử dụng chính gồm:
- Chỉ di chuyển đến một địa điểm:
  - Viajaron a Madrid. = "Họ đi đến Madrid."
  - Llegaron a Madrid. = "Họ đến Madrid."
- Chỉ một mốc trên thang định lương, như để chỉ thời gian (nhưng thường không bảo vị trí không gian, thứ mà thường được thể hiện bởi en):
  - Llegaron a las dos. = "Họ đến lúc hai giờ."
  - Se venden a dos dólares la libra. = "Họ bán (ở) giá hai đô một pound."
- Đứng trước người nhận được thứ gì đó:
  - Le envié la carta a Ana. = "Tôi gửi thư cho Ana", "Tôi gửi thư đến Ana."
  - ¿Les regalaste el coche a tus padres? = "Bạn đã tặng xe "cho" bố mẹ chưa?"
  - Chú ý rằng hình thức tân ngữ nhân xưng gián tiếp le và les xuất hiện, kể cả khi tân ngữ gián tiếp được đưa ra đầy đủ; xem đại từ tiếng Tây Ban Nha.
- Đứng trước động từ nguyên thể sau một vài động từ phổ biến, bao gồm ir ("chuẩn bị [làm gì đó]", một tương lai gần), volver ("[làm gì đó] lại"), comenzar, empezar (cả hai đều nghĩa là "bắt đầu"), ayudar ("giúp đỡ"), aprender ("học"), và enseñar ("dạy"):
  - Voy a enfadarme. = "Tôi chuẩn bị trở nên giận dữ."
  - Aprende no sólo a hablar sino también a escribir el castellano. = "Đừng chỉ học nói tiếng Tây Ban Nha, nhưng cũng viết nó".
- Đứng trước mục tiêu là một người hoặc một vật được nhân hóa (vật nuôi, tổ chức, phương tiện):
  - Veo a María. = "Tôi thấy María."
  - Te quieren ver a ti. = "Tôi muốn thấy bạn."
- Giới từ a cũng là thành phần tạo thành nhiều giới từ phức, chi tiết ở phần 2.

Rút gọn giới từ: al là dạng rút gọn của a và el, mạo từ xác định giống đực, nhưng nó không được rút gọn khi nó là tên riêng:
- Voy al país de mis sueños = "Tôi chuẩn bị đến đất nước mơ ước của mình."
- Lo voy a mandar a El País = "Tôi chuẩn bị gửi nó đến El País (tờ báo)."

### con
Con thường được dịch là "với", cả nghĩa là kèm theo (con mi hermano, "với anh tôi") và đứng trước dụng cụ (con un martillo, "với một cái búa"). Không giống các giới từ khác, con kết hợp với đại từ giới từ mí, ti, và sí trong hình thức conmigo ("với tôi"), contigo ("với bạn"), và consigo ("với cô ấy, anh ấy").
- Ven conmigo y con él ahora = "Đi với tôi và anh ấy bây giờ."
- Iré a la fiesta contigo = "Tôi sẽ đến bữa tiệc với bạn"
- Es raro llevar un billete de 200€ consigo = "Có gì đó không bình thường khi mang 200 euro tiền giấy với bạn."

### de
De là giới từ tiếng Tây Ban Nha được sử dụng nhiều nhất, và trong thực tế nó cạnh tranh với que để trở thành từ được sử dụng nhiều nhất trong ngôn ngữ này. Nó thường được dịch là "của" hoặc "từ", nhưng cũng có các nghĩa khác.
- Es la más famosa de todas = "Cô ấy là người phổ biến nhất trong số họ."
- Soy de Madrid = "Tôi đến từ Madrid."
- La hermana de David = "Chị của David."
- Ese libro es del profesor = "Quyển sách đó của thầy giáo."

Rút gọn giới từ: Khi de được theo sau bởi mạo từ xác định số ít giống đực el, chúng cùng nhau tạo thành hình thức rút gọn del. Tuy nhiên, de không rút gọn cùng với đại từ nhân xưng đồng âm khác nghĩa và cách viết él ("anh ấy"), do đó:
- Soy pariente del alcalde de El Escorial, "Tôi là họ hàng của thị trưởng của El Escorial."
- Soy pariente de él, "Tôi là họ hàng của ông ấy."

Giới từ de là một phần của nhiều giới từ phức, như là dentro de ("bên trong", "trong vòng") và en contra de ("tương phản với..."); xem phần dưới để biết thêm chi tiết.

### porvàpara
Cả por và para thường được dịch là "cho". Para thường gắn liền với mục đích, ý định hoặc địa điểm. Por linh hoạt và phức tạp hơn, có nhiều cách sử dụng hơn và thuờgn liên quan đến trao đổi hoặc địa điểm chung chung. Sau đây là các cách sử dụng phổ biến của hai giới từ này:
para
- Để nói về người nhận được hoặc hưởng lợi từ thứ gì đó:
Compré el regallo para mi hijo. = Tôi mua quà cho con trai tôi
- Để nói về đích đến hoặc hướng đến một địa điểm:
Salieron para la escuela. = Tôi rời đi để đến trường
- Để nói về mục đích của thứ gì đó:
Este tenedor es para ensalada. = Dĩa này để ăn salad
- Để nói về thời gian hạn chót:
Mi jefa quiere la presentación para el martes. = Sếp tôi muốn quà vào thứ ba
- Để so sánh "một hướng":
Minh es muy maduro para su edad. = Minh rất trưởng thành so với tuổi của anh ấy

por
- Để nói về trao đổi hoặc chuyển đổi tiền tệ:
Cambié mis euros por dólares. = "Tôi đổi euro thành đô la."
Cambié el suéter por uno más grange. = Tôi đổi cái ngọt hơn lấy cái to hơn.
- Để bày tỏ sự biết ơi về cái gì đó:
Gracias por el dulce. = "Cảm ơn vì chiếc kẹo."
- Để thể hiện "tại sao" hoặc "bằng cách nào":
Mandé las direcciones por email. = Tôi gửi phương hướng bằng email
Lo hizo por amor. = Cô ấy làm vì yêu.
- Để nói về phương hướng hoặc một địa điểm hoặc thời gian chung chung:
Viajamos por toda Europa. = Chúng tôi đi khắp châu Âu.
Minh trabaja por la noche. = Minh làm việc ban đêm.
Los niños están por aquí. = Bọn trẻ ở quanh đây.
- Để nói về một khoảng thời gian cụ thể:
No dormí por tres días. = Tôi không ngủ trong ba ngày.
- Để nói về vận tốc hoặc tần suất (trên):
Pagan un euro por hora. = "Họ trả tôi 1 euro (trên) một giờ."
Voy al médico tres veces por semana. = Tôi đi gặp bác sĩ ba lần (trên) một tuần.
- Để nói về nhận nhầm người hoặc nhận xét sai:
Lo tomé por Minh. = Tôi tưởng anh ấy là Minh.
- Giữa estar và động từ nguyên thể để thể hiện cảm thấy:
Estoy por salir. = Tôi thấy muốn ra ngoài.

### según
Según dịch là "theo như". Với một số cách sử dụng của según, một phần của chủ thể của giới từ này thường được lược bỏ. Thường thì từ được lược bỏ là lo que ("những gì"):
- Según dice, es un buen libro. "Theo như những gì anh ấy nói, nó là một quyển sách tốt."
- Según convenga. "Theo như những gì được yêu cầu."

Có một cách dùng riêng nó phổ biến, với nghĩa là "Còn tùy."
- Q: ¿Te gusta el cine francés? ("Bạn có thích điện ảnh Pháp không?")

A: Según. ("Còn tùy.")
Có một cách nói thông tục ở địa phương sử dụng según cùng với que, nghĩa là "người ta nói").
- Según que tiene SIDA. "Người ta nói nó bị AIDS"

### sin
Sin dịch là "không/không có":
- Un té sin leche, por favor = "Một trà không sữa, làm ơn."
- Se metió en la cama sin despertarla = "Anh ấy vào giường mà không đánh thức cô ấy."

Khi tân ngữ của giới từ sin là một mệnh đề sau que (hay sin que), động từ trong mệnh đề phải để ở cách giả định:
- Se metió en la cama sin que se despertara = "Anh ấy vào giường mà không đánh thức cô ấy."
- No se puede poner a esos niños en la misma habitación sin que se peleen. = "Bạn không thể để bọn trẻ ở cùng phòng mà chúng không đánh nhau."
- Los ladrones entraron sin que los notase nadie = "Bọn trộm vào mà không để họ biết."

## Giới từ phức
Một số giới từ phức lặp lại nghĩa của giới từ đơn, nhưng thường với tính chất trang trọng hoặc cụ thể hơn. Ví dụ, de acuerdo con ("tuân theo") tương tự với según ("theo như"). En dirección a ("về hướng") có nghĩa nhấn mạnh hơn hacia ("tới"). Giới từ en có thể nghĩa là "trên" hoặc "trong", trong khi dentro de cụ thể là "bên trong". "Bởi vì" chỉ là một trong vài nghĩa của từ por, nhưng por causa de chỉ mang nghĩa này. Trong một số trường hợp giới từ phức mô tả một quan hệ không gian, trong khi giới từ đơn tương ứng thể hiện một nghĩa ẩn dụ hơn của mối quan hệ đó: do đó, debajo de una mesa ("dưới bàn") vs bajo un régimen ("dưới một chế độ"), hoặc delante de un edificio ("trước một tòa nhà") vs ante un tribunal ("trước một tòa án").
Danh sách giới từ phức dài hơn nhiều danh sách giới từ đơn, và chỉ một số ví dụ đại diện được liệt kê ở đây.
Giới từ phức tiếng Tây Ban Nha có thể được tạo ra từ:
- một giới từ + danh từ + giới từ:
  - por causa de / a causa de / en razón de = "bởi vì"
  - sin perjuicio de = "không có thành kiến với"
  - con respecto a = "đối với", "về"
  - a favor de = "theo ý kiến"
  - en contra de = "đối lập với..." (v.d. en mi contra, en tu contra, en su contra, v.v.)
  - en lugar de / en vez de = "thay vì"
- hoặc một trạng từ + giới từ:
  - después de = "sau"
  - debajo de = "dưới", "bên dưới"
  - antes de = "trước"
  - junto a = "bên cạnh"
  - delante de = "ở phía trước"

Các giới từ phức tiếng Tây Ban Nha khác bao gồm:
- tras de = "đằng sau"
- a fuerza de = "bằng cách"
- junto a = "bên cạnh"
- encima de = "bên trên"
- detrás de = "đằng sau"
- en medio de = "ở giữa"
- en pos de = "đuổi theo"
- con rumbo a = "hướng đến"
- con destino a = "trên đường đến"
- a través de = "qua"

## Giới từ chuỗi

### a por
Ở Tây Ban Nha a por, được sử dụng chính với động từ di chuyển, như là ir và salir, có thể được sử dụng với nghĩa là "đang tìm kiếm", hoặc "kiếm [thứ gì đó]". Nhiều người nói coi nó là sai và thường thay thế nó bằng por, nhưng theo Real Academia Española, không có lí do quy chuẩn để coi việc sử dụng a por là sai. Trong một số bối cảnh, a por thể hiện một nghĩa rõ ràng hơn por:
- Subí por la escalera = "Tôi lên cầu thang" or "tôi trèo lên thang"
- Subí a por la escalera = "Tôi trèo lên thang"

### para con
Giới từ phức này nghĩa là "về phía" trong bối cảnh một thái độ về phía ai đó hoặc thứ gì đó:
- Es muy generoso para con los necesitados, Anh ấy rất hào phóng với người nghèo".
- No tengo pruritos para con ellos, "Tôi không có gì chống lại họ".

Các kết hợp chuỗi của các giới từ bao gồm:
- por en medio de = "qua giữa"
- por delante de = "đâu đó ở phía trước"